# Hộ Đáp
Hộ Đáp là một xã thuộc huyện Lục Ngạn, tỉnh Bắc Giang, Việt Nam.

## Địa lý
Xã Hộ Đáp có diện tích 44,55 km², dân số năm 2023 là 5.017 người, mật độ dân số đạt 112 người/km².

## Lịch sử
Ngày 10 tháng 7 năm 1958, Bộ Nội vụ ban hành Nghị định số 225-NV về việc thành lập xã Hộ Đáp thuộc huyện Lục Ngạn trên cơ sở thôn: Đồng, Héo, Khuôn Nghiền, Na Hem, Phai, Thủ của xã Ninh Hộ cũ.
Ngày 27 tháng 10 năm 1962, Quốc hội ban hành Nghị quyết về việc thành lập tỉnh Hà Bắc trên cơ sở tỉnh Bắc Giang và tỉnh Bắc Ninh. Khi đó, xã Hộ Đáp thuộc huyện Lục Ngạn, tỉnh Hà Bắc.
Ngày 6 tháng 11 năm 1996, Quốc hội ban hành Nghị quyết về việc chia tỉnh Hà Bắc thành tỉnh Bắc Giang và tỉnh Bắc Ninh. Khi đó, xã Hộ Đáp thuộc huyện Lục Ngạn, tỉnh Bắc Giang.